# Jean V de Parthenay
Vous lisez un « bon article » labellisé en 2011.
Jean V de Parthenay-L'Archevêque, ou Larchevêque, sieur de Soubise, né posthume en 1512 et mort au Parc Soubise à Mouchamps en Vendée, le 1er septembre 1566, est un noble français protestant, dernier seigneur de Mouchamps, issu d'une branche cadette de la famille de Parthenay-l'Archevêque. Sa mère est l'humaniste Michelle de Saubonne ; sa fille et héritière Catherine de Parthenay, dernière du nom, épousera en secondes noces en 1575 René II de Rohan.
Combattant et ambassadeur d'Henri II pendant les dernières guerres d'Italie, il est au service du roi, qu'il accompagne depuis l'enfance. Converti officiellement au calvinisme en 1562, après le massacre de Wassy, il devient pendant la première guerre de religion l'un des plus ardents soutiens de Condé et du parti huguenot. Ses faits et gestes sont connus au travers des mémoires de sa vie tels que les a mis en forme le mathématicien François Viète, son avocat et secrétaire entre 1564 et 1566. Ils ont été publiés en 1879 par Jules Bonnet et abondamment commentés et popularisés par Frédéric Ritter et Benjamin Fillon.

Armes des seigneurs de Parthenay : « burelé d'argent et d'azur, à la bande de gueules brochant sur le tout. »

Familier du roi Henri II, puis de la régente Catherine de Médicis, Soubise est accusé - sans doute à tort - d'avoir commandité la mort du duc François de Guise. Son gouvernement de la ville de Lyon (1563) épargne néanmoins aux catholiques les cruautés du baron des Adrets ; et, jusqu'à sa mort en 1566, ses efforts contribuent à maintenir la paix entre les factions ennemies. Un temps, il espère même convertir la reine-mère à la doctrine des Calvinistes. D'après l'historien du XVIe siècle Jacques-Auguste de Thou, « Jean de Parthenay joignait à une auguste naissance une très grande modération et une habileté peu commune. »

## Un jeune homme de cour

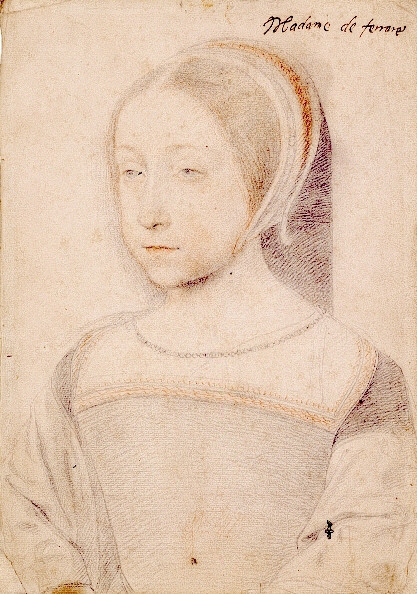
Renée de France, dont la mère de Jean est dame de compagnie

Jean V de Parthenay est le fils unique de Jean IV, seigneur du parc Soubise situé à Mouchamps en Vendée, seigneur de Pauldon, de Vendrennes, du fief Goyau et de Mouchamps. Sa mère est Michelle du Fresne dite de Saubonne, la femina cordatissima de Guillaume Budé. Elle est également connue pour être la première protectrice de Bernard Palissy. Lorsque son père meurt, sa mère est dame de compagnie de Renée de France. C'est une lettrée, qui a introduit Clément Marot à la cour. Jean V de Parthenay sert d'enfant d'honneur auprès d'Henri II, de sept ans plus jeune que lui. Il est lui-même éduqué avec soin dans la connaissance des humanités, et passe alors pour l'un des jeunes gens les plus cultivés de son temps.
En 1527, à l'occasion d'un célèbre procès, l'humaniste Guillaume Budé note sa ferveur et sa connaissance des bonnes lettres et révèle ce jeune page. Son nom est à l'origine de l'expression causa soubisana.

« J'ai été occupé dans l'illustre procès de Jean appelé l'Achevêque, jeune garçon qui, à la cour et au milieu de très haut personnages, se fait remarquer par sa ferveur et sa connaissance dans les bonnes lettres. Il est nanti, en outre, de tous les autres ornements privilégiés de la noblesse, que lui ont apportés tant sa nature que l'éducation de sa mère, dame d'une grande sagesse autrefois connue de son nom parmi les gens de la cour. »

En 1528, sa mère, deux de ses sœurs et lui-même partent en Italie, à Ferrare, Renée de France ayant épousé Hercule II d'Este ; Clément Marot les y rejoint peu après. Jean de Parthenay y apprend à aimer l'Italie, où il revient plus tard lors de nombreux voyages.
En 1536, sa mère est chassée de Ferrare ainsi que tous les Français de la cour d'Hercule II. Ce retour est chanté par Clément Marot :
Viens le temps doux, retire-toi, la bise, 

Ne fasche point Madame de Soubise :

Assez elle a de fascheuse tristesse

D'abandonner sa dame et sa maistresse.
Jean V de Parthenay sieur de Soubise prend alors le métier des armes. Favori du duc d'Orléans, du Dauphin et de son frère, il est dès lors de toutes les guerres d'Henri II. Nommé gentilhomme ordinaire de la chambre du roi, puis gouverneur et bailli de Chartres en 1539, il est pendant une année prisonnier à Lille, dans les Flandres. Capturé, il ne veut point se laisser nommer et se fait connaître de ses geôliers sous le nom d'emprunt impromptu d'Ambleville. Ses mémoires précisent qu'ayant oublié le nom donné à ses ennemis, il met plus de deux heures à le retrouver. La suite de sa captivité est adoucie par l'attention que lui prêtent la femme et la fille de son gardien. À son retour, il prend parti contre les Guise et s'attache à la famille des Châtillon, avec lesquels il est comme un quatrième frère.
En 1549, la mort de sa mère suit de cinq jours celle de sa sœur Anne de Parthenay, mariée au sieur du Pons.

## Carrière militaire et guerres d'Italie

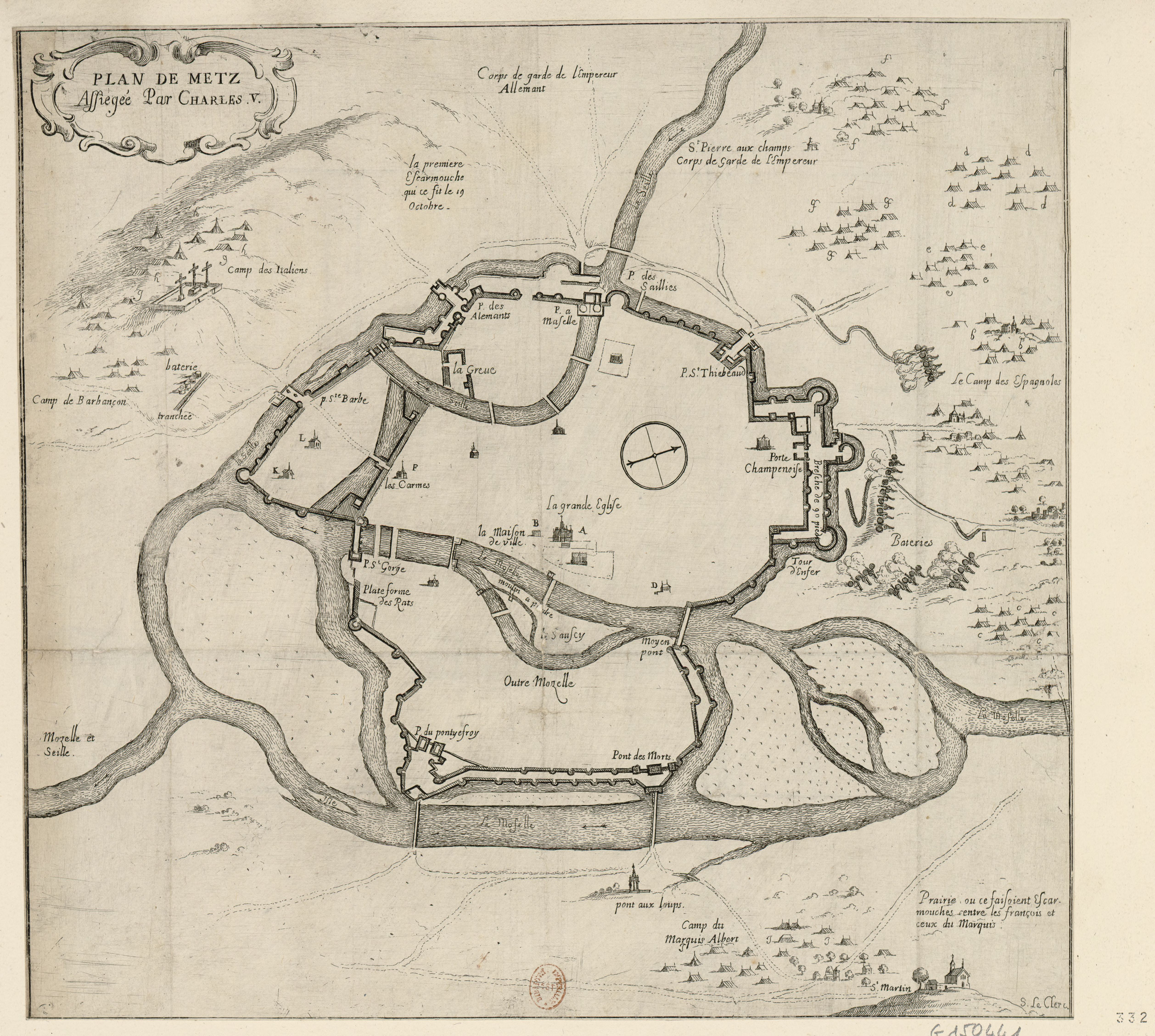
plan de Metz assiégé par Charles Quint

En septembre 1552, Jean de Parthenay est envoyé à Nancy par Henri II pour sonder le comte de Vaudémont. Ce dernier, pariant sur le respect de la neutralité de la Lorraine par l'empereur Charles Quint, décline l'offre du roi de France. D’octobre 1552 aux premiers jours de janvier 1553, Jean de Parthenay participe au siège de Metz.
Le 4 janvier 1553, Jean de Parthenay reçoit l'ordre du roi Henri II d'aller au-devant du duc de Parme et de le conduire à Fontainebleau. Le 9 mai, de retour à Paris, il épouse Antoinette Bouchard, fille de François II, baron d'Aubeterre, et d'Isabelle de Saint-Seine, sa première femme. Antoinette d'Aubeterre est alors demoiselle de compagnie de la reine Catherine de Médicis ; née en 1532, elle a vingt ans de moins que son époux mais à partir de leur mariage, c'est elle qui prend en charge la gestion du parc Soubise, appelant par exemple Bernard Palissy et Philibert Hamelin, qu'elle protège, à régler certains différents qui opposent Soubise à ses vassaux,.
À peine marié, Jean de Parthenay reçoit l'ordre d'aller en Picardie se battre pour Thérouanne et Hesdin. Cette fois, les armées du roi subissent un terrible échec. Elles sont commandées par Antoine de Bourbon, dont la femme Jeanne d'Albret attend le futur Henri IV ; elle demeure sur les lieux du combat avec son mari. Antoine de Bourbon sauve Hesdin des mains des impériaux mais perd Thérouanne entre mai et juin. Quelques mois plus tard, Charles Quint reprend et fait raser les deux places fortes. Cette année-là sa femme accouche d'un fils. Le nouveau-né, leur seul enfant mâle, ne vit que cinq semaines. Avec ce nourrisson s'éteint la branche cadette des Parthenay-L'Archevêque.
Vers le mois de juillet 1552, Henri II découvre le rapprochement qui s'effectue entre le duc de Parme, Ottavio Farnèse et le roi d'Espagne Philippe II. Le roi, ses conseillers et le cardinal Carafa décident d'agir. Les Guise font envoyer Jean de Parthenay en mission à Parme pour l'éloigner. Il doit proposer au duc une alliance avec le roi de France et lui demander la main de son fils Oratio pour l'unir à Diane d'Angoulême. Il est également doté de lettres d'Henri II à remettre au duc de Ferrare afin de le rallier et de le prier de se joindre au Pape pour combattre les intrigues espagnoles.
Jean de Parthenay y est nommé lieutenant général pour Sa Majesté, puis réside à Sienne ; du 25 novembre 1554 au 25 février suivant, il demeure à Parme, à raison de 500 livres par mois et contribue à tenir le duc dans une bienveillante neutralité à l'égard des Français (mais Farnèse finit par se rapprocher de Philippe II deux ans plus tard) ; parallèlement, Jean de Parthenay assiste, sans pouvoir lui porter secours, faute de troupes, à la capitulation de Montluc, à Sienne le 17 avril.

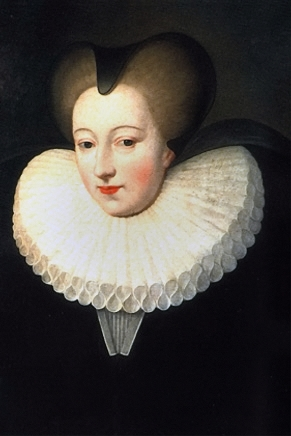
Catherine de Parthenay

Le 22 mars 1554, sa femme, Antoinette d'Aubeterre, accouche de Catherine, future femme de lettres et d'action, écrivain, mathématicienne et protectrice des sciences. Par elle, Jean V de Parthenay est l'un des ancêtres de la maison de Rohan. L'année suivante, Jean de Parthenay monte à l'assaut de Denain et manque perdre la vie lors de l'assaut qu'il donne avec l'amiral de Coligny, car, blessé à la tête et jeté à terre, il manque de se trouver étouffé par son propre heaume. Il poursuit néanmoins l'assaut tête nue jusqu'à la fin des combats.
En 1555, Jean de Parthenay commande des travaux d'arpentage à Bernard Palissy.
On le retrouve peu après à la sanglante défaite de Saint-Quentin le 10 août 1557, et quelques mois plus tard à la prise de Calais, le 3 janvier 1558. Il s'y lie avec le maréchal Strozzi, lui-même ennemi des Guise (le duc commande leur armée). Les mémoires de sa vie restituent leur dialogue :

« Ne sommes-nous pas bien misérables, lui demande Strozzi, de nous hazarder tous les jours et prendre tant de peine pour agrandir et faire cueillir l'honneur de nostre labeur à celuy qui nous voudrait avoir ruynez et qui sera un jour cause de la ruyne de la France ? »

« Il est vray, lui répond Soubise, mais puisque nostre honneur, nôtre debvoir et le service de nostre roy le nous commande, il le fault faire »

Au mois d’août 1558 le roi accorde à Jean V de Parthenay une gratification de 6 900 livres en récompense des guerres en Italie et "autres". Mais, par la hardiesse de ses propos et la clairvoyance de ses vues militaires lors des conseils de Guerre, Jean de Parthenay se fait un ennemi du maréchal de Tavannes.

## D'Amboise à Wassy, le basculement

### L'affaire la Renaudie

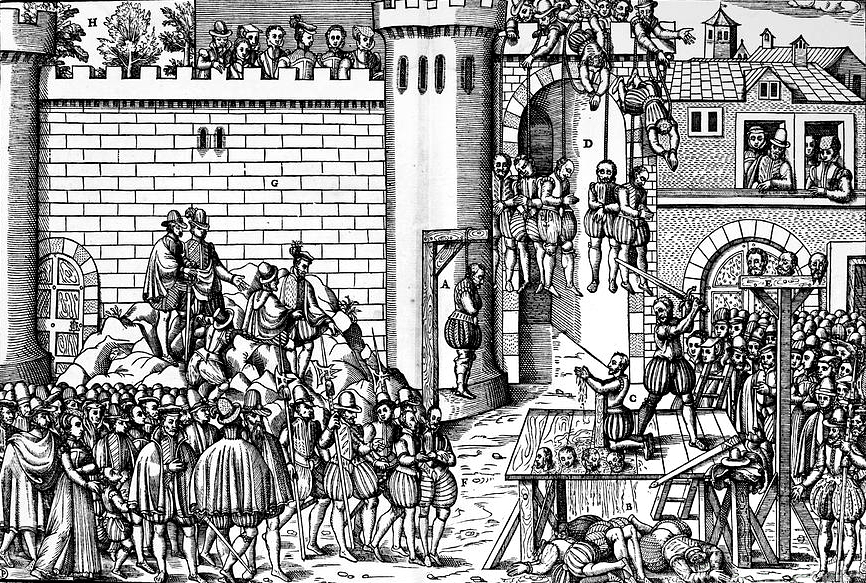
La conjuration d'Amboise

Depuis 1557 et les célébrations protestantes du Pré-aux-Clercs à Paris (du 13 au 19 mai 1558) auxquelles ont assisté Antoine de Navarre et son frère le prince de Condé, de nombreux gentilshommes se sont rapprochés de la foi réformée,. Il en va ainsi pour les Parthenay ; et Jean de Parthenay se sent porté vers la nouvelle religion. Antoinette d'Aubeterre, son épouse fait prêcher sur ses terres. Mais pour sa part, il hésite à en faire publiquement profession, attendant encore quelque temps pour faire connaître sa conversion. De sorte qu'on ne le dit pas huguenot avant l'affaire d'Amboise, même s'il est connu de tous que sa femme, comme autrefois sa mère ou sa sœur, a embrassé la nouvelle religion.
Quand le roi Henri II meurt, l'année suivante, son fils François II lui succède. Il n'a que quinze ans, et ne règne pas deux ans. Un ami de Jean de Parthenay, Jean du Barry seigneur de La Renaudie, imagine alors enlever la reine-mère et le jeune roi pour les soustraire à l'influence des Guise.
La Renaudie prend la tête de la conjuration qui a pris naissance en décembre 1559 à Genève, peu après l'exécution d'Anne du Bourg. Son but est d'imposer autour du jeune roi un conseil de régence, où les princes de sang, particulièrement Condé, doivent tenir la première place. Antoine de Bourbon s'y oppose ainsi que Calvin ; il ne semble pas que ce dernier ni Théodore de Bèze ne soient d'ailleurs réellement informés des véritables buts des conjurés. La Renaudie en veut personnellement à François et Charles de Guise qui ont fait arrêter et exécuter son beau-frère. Il s'est donné pour complices quelques amis, Raunay, le baron Charles de Castelnau, François d'Aubeterre (le propre beau frère de Jean de Parthenay), Edme de Ferrière-Maligny (frère de Jean II de Ferrières), le capitaine Mazères, mais aussi le père d'Agrippa d'Aubigné. Si les Guise résistent, les conjurés se promettent de les massacrer. La Renaudie, qui s'est lié à Soubise au siège de Metz, lui a confié son intention de s'emparer du roi dès le mois de septembre 1559, à une époque où la conjuration était loin d'avoir pris forme.
Une première assemblée des conjurés se tient à Nantes en février 1560 et leur troupes, près de 500 hommes, se séparent dans l'intention de se diriger vers Blois, Tours et Orléans. L'opération est prévue le 10 mars 1560 ; elle est en fait reportée au 17 mars. Or, dès le 12 février, les Guise, prévenus par l'avocat parisien chez qui loge La Renaudie, sont mis au courant du complot. Ils décident de se retrancher à Amboise. Condé, d'Andelot, Coligny et Odet de Chatillon, mis dans la confidence par La Renaudie, préfèrent alors négocier avec les Guise une amnistie pour les protestants à l’exception des conspirateurs.

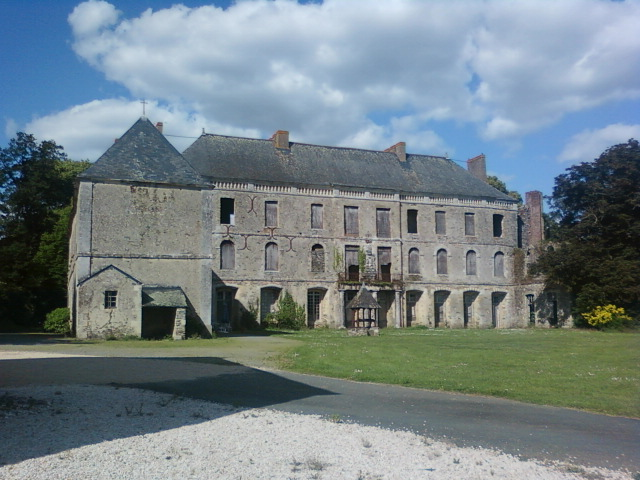
Le parc Soubise, reconstruit en 1771, et brûlé depuis.

Le 15 mars, le duc Jacques de Nemours s'empare du château de Noizay, où s'est rassemblée une partie des conjurés. Condamnés pour crime de lèse-majesté, Castelnau, Mazères et Raunay périssent décapités ou pendus aux fenêtres du château d'Amboise. Pendant les quelques jours qui suivent, La Renaudie est introuvable. Jean de Parthenay, pour sa part, est retenu par le service de la reine-mère. Il est interrogé par celle-ci, qui tente de lui arracher le nom du lieu où se cache son ami.

« Quand je le saurais, j'aimerois mieux estre mort que j'aimerais de le dire, répond-il. »

La reine-mère l'assure qu'il ne doit rien craindre si La Renaudie n'a rien fait contre le Roi. Jean de Parthenay lui répond :

« Je scai bien qu'on trouvera qu'il a faict contre le roy, puisqu'il a fait contre ceulx de Guise, car aujourd'huy en France c'est estre criminel de lèse-majesté d'avoir fait contre eulx, d'autant qu'en effet ce sont eulx qui sont rois. »

Selon ses mémoires, « On ne peut rien tirer d'autre de sa bouche. »
La conjuration se termine par un massacre. Les troupes de Bertrand de Chandieu qui s'acheminent le 17 mars vers Amboise sont anéanties ; La Renaudie est tué le 19 mars. Son corps est coupé en cinq morceaux et exposé aux portes d'Amboise. Un de ses serviteurs subit plusieurs interrogatoires, sans jamais prononcer le nom de Jean de Parthenay.

### La conversion
Après l'affaire de La Renaudie, la situation de Condé est devenue intenable à la cour. Le prince est suspecté d'avoir participé à la conjuration. Mais les Guise, fragilisés par le mécontentement général, ne peuvent rien tenter contre lui sans preuve écrite de sa culpabilité. Durant l'été 1560, Condé participe activement à la mise en place d'une nouvelle conjuration contre les Guise. Ses entreprises ayant été découvertes, il est arrêté à Orléans sur l'ordre personnel du roi. La maladie puis la mort de ce dernier lui font éviter l'exécution, lui rendent la liberté et ôtent le pouvoir aux princes lorrains. 

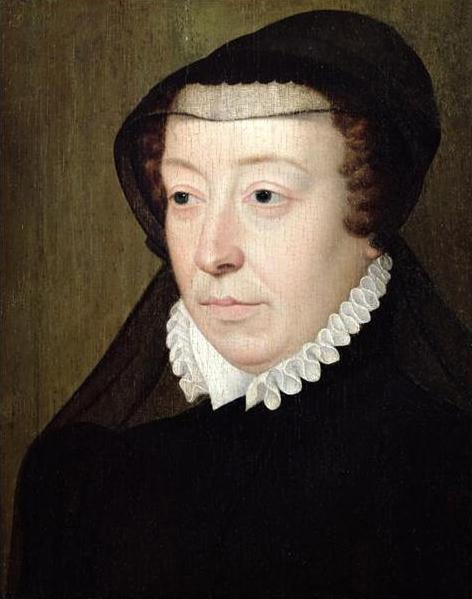
Catherine de Medicis

Jean de Parthenay aime la cour. François Viète montre dans sa biographie qu'il en aime aussi les plaisirs. Le 7 décembre 1561, il est fait chevalier de l’ordre du roi, à Saint-Germain-en-Laye. La reine Catherine de Médicis veut se l'attacher, comme elle veut s'attacher tout ce qui peut contrebalancer le pouvoir des Guise. Le nouveau roi, Charles IX, a dix ans lorsqu'il accède au trône. Le 17 janvier 1562, l'édit de Saint-Germain ou édit de Janvier donne de nombreuses assurances aux protestants mais le Parlement de Paris, très catholique, refuse d'enregistrer cet acte de tolérance royal.
Peu de temps après, Jean de Parthenay annonce « loyalement » à Catherine de Médicis son dessein d'abandonner la messe. Elle tente de l'en empêcher et lui promet les plus grandes charges du royaume. Elle lui offre le tutorat du jeune roi Charles. Pour finir, elle lui demande de ne faire dire en ses terres « le presche que de nuict. » il lui promet de le « dire deux ou trois fois » à ses paysans et à ses vassaux, mais proteste « qu'il ne les y forcera pas s'ils s'y refusent ». Enfin, il se retire au Parc Soubise non sans avoir protesté son amitié à la reine et son regret de ne pas avoir « deux âmes » pour user d'une à la servir.
La reine, soucieuse de se conserver des appuis, lui envoie l'ordre de Saint-Michel, comme pour l'inviter à revenir.

### Le massacre de Wassy
Le 1er mars 1562, le duc François de Guise de passage à Wassy en Champagne, envoie ses hommes armés interrompre une cérémonie protestante ; 500 huguenots sont forcés de sortir de leur lieu de culte précipitamment. Hommes, femmes et enfants, ils sont traités en rebelles armés, une cinquantaine sont tués, plus d'une centaine blessés,.
Ce massacre, qui n'a rien de fortuit, entre dans l'histoire comme le massacre de Wassy et donne véritablement le branle à un demi-siècle de guerres de religion.
Il est bientôt suivi par ceux de Cahors, de Carcassonne, Tours, Auxerre, Avignon, etc.. Jean de Parthenay apprend l'événement à Fontainebleau, où il est allé pour remercier le roi de ses précédentes bontés ; il le convainc de rallier le parti de Condé.
Jean de Parthenay, arguant des sympathies que la reine aurait déclarées autrefois pour Calvin, fait de grands efforts pour gagner Catherine Médicis au parti de la réforme. Il demeure des heures avec elle et avec le chancelier de L'Hospital. Les Guise, qui veulent remettre la main sur le pouvoir, se rendent à Fontainebleau. La reine tremble pour le royaume à leur approche mais Jean de Parthenay ne peut la décider à s'enfuir. Elle le supplie de rester puis lui demande de ne pas prendre les armes. Il est trop tard : Jean de Parthenay lui révèle qu'il va joindre ses forces à celles de ses amis, pour la délivrer et pour délivrer le roi de la captivité à laquelle va le réduire le parti lorrain.

## Le Capitaine protestant
Jean V de Parthenay-L'Archevêque devient l'un des meilleurs capitaines protestants agissant sous les ordres de Condé au début des guerres de religion.

### Le siège de Lyon

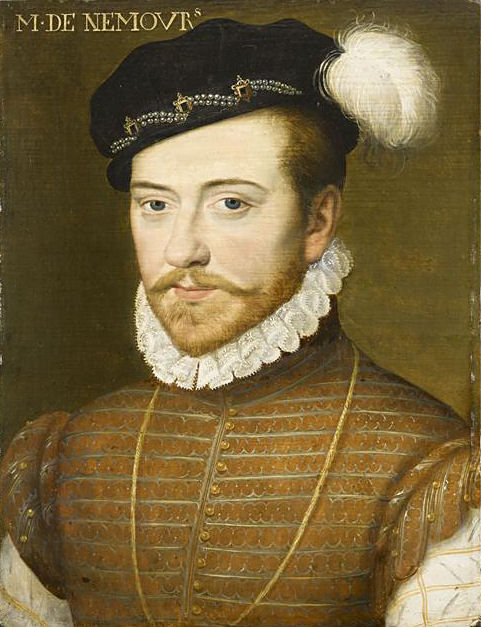
Jacques de Savoie-Nemours attaque en vain Lyon défendue par Jean de Parthenay

Parti de Fontainebleau, Jean de Parthenay vient retrouver à Meaux l'amiral de Coligny et Condé. Leur armée passe sous les murailles de Paris et prend le chemin d'Orléans. Condé, Coligny, d'Andelot, La Rochefoucauld et Soubise vont retrouver la reine près de Beaugency. Leur conférence ne produit aucun résultat. Peu après, Jean de Parthenay manque mourir de fièvres. À peine rétabli, il est envoyé à Lyon par Condé.
Il part à cheval avec quarante gentilshommes, dont son chapelain, Claude Courtois, sieur de Lessart. Il traverse le Vivarais, la Bourgogne, où le bailly d'Autun le suit trois jours avec 120 hommes sans oser l'attaquer. Il prend le commandement de Lyon le 15 ou le 19 juillet 1562 avec les pleins pouvoirs du prince de Condé (lettres datées du 25 mai), afin de contrebalancer les exactions et les cruautés du baron des Adrets. Il s'adjoint pour cela Charles Dupuy de Montbrun.
Catherine de Médicis lui écrit plusieurs fois afin qu'il rende la ville. Jean V de Parthenay lui répond que « tant qu’il serait gouverneur de Lyon, il la conserverait fidèlement au nom du roi et de la reine. »
Il doit affronter alors les armées catholiques du duc de Nemours. Comptant parmi les chefs les plus valeureux du parti protestant à la veille de la Saint Barthélemy, Jean V de Parthenay parvient à tenir la ville jusqu'à l'édit de pacification du 19 mars 1563. Ce siège est illustré deux ans plus tard par le « discours advenus en la ville de Lion [Lyon] pendant que Monsieur Soubise y a commandé », plaidoirie attribuée à François Viète et publiée (pour la première fois au XIXe siècle) par Hector de la Ferrière. Quoique suspect de sympathie à l'égard de Soubise, le document révèle comment Soubise parvient à nourrir Lyon pendant son siège et en quelle résolution il se trouve face au duc de Nemours. Il donne aussi à lire que Jean de Parthenay maintient la liberté du culte.
Pendant ce siège, Jean de Parthenay organise le ravitaillement de la ville par la Dombes, ce qui lui attire la haine indéfectible du duc de Montpensier.

### L'assassinat du duc de Guise
À la veille d'entrer dans Orléans, le duc François de Guise est tué par Jean Poltrot de Méré. Mis à la question, ce dernier dénonce Théodore de Bèze, l’amiral de Coligny et Jean de Parthenay. L'amiral répond à ces accusations mais Jean de Parthenay, qui est enfermé dans Lyon, ne peut joindre son nom à la protestation du 12 mars 1563, signée de Châtillon, de La Rochefoucauld et De Bèze.
Les présomptions contre Jean de Parthenay sont terribles : Méré est parent de La Renaudie ; il est de la maison d'Aubeterre ; il a accompli avec Jean de Parthenay le voyage d'Orléans à Lyon ; pendant le siège de Lyon, il a parlé de tuer de Guise et pendant une trêve, il s'est vanté devant les troupes du duc de Nemours de pouvoir l'abattre aussi facilement que du gibier.

« Il [Poltrot de Méré] vit passer un cerf et leur dist : “Voulez-vous que je vous monstre comment je feray à M. de Guise ?” et en disant cela luy tire une harquebusade par la teste, et le tue, car il estoit fort juste harquebusier. »

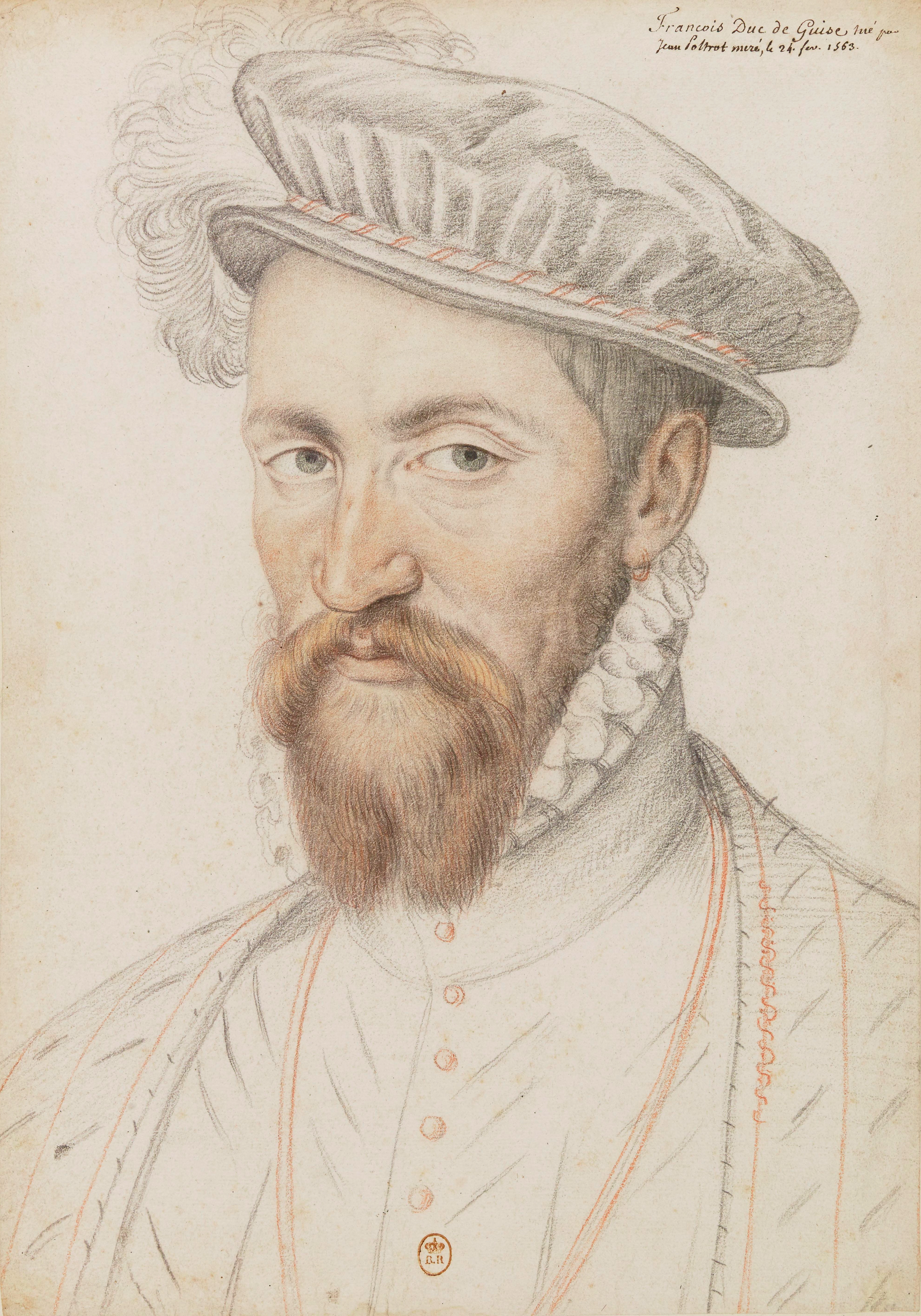
Le duc François de Guise

De plus, pendant le siège, Jean de Parthenay a envoyé Poltrot vers l'amiral de Coligny et leurs accusateurs y voient les preuves d'un complot.
Antoinette d'Aubeterre engage alors avec l'accord de son mari un jeune avocat poitevin des plus fameux, le futur maître de requêtes d'Henri III et d'Henri IV, le cryptographe et mathématicien François Viète. Jean de Parthenay l'agrée à son retour de Lyon, après avoir rendu les clefs de cette ville au seigneur de Gordes. François Viète dont la formation de base est juridique a déjà plaidé plusieurs procès victorieux ; il n'est pas connu comme protestant et vient s'installer au parc Soubise au début de l'année 1564 afin d'en compulser les archives généalogiques. Grâce à lui, Jean de Parthenay parvient à se laver de tout soupçon de complicité.
Pour sa défense, son avocat accompagne Jean de Parthenay à Lyon chercher des traces de ses actions pendant que les documents sont encore dans les mains du maréchal de Vieuville, seigneur de Gordes. Il produit ensuite un mémoire où il donne simplement à lire la noblesse du comportement de Jean de Parthenay l'année précédente, lors de son administration de la ville de Lyon (admirable pour ses qualités dans l'approvisionnement selon Jacques Auguste de Thou). Viète soutient par ailleurs que son maître est demeuré fidèle au roi lorsqu'il commandait Lyon et précise que Soubise ne s'est pas soumis à Nemours, contrairement aux demandes qui lui ont été faites par la reine, de crainte que celle-ci (et le roi Charles IX) fussent les prisonniers des Guise.

### Derniers combats
Afin de rédiger ses mémoires, un récit de sa vie et la généalogie des Parthenay sont commandés à François Viète. Le nom des Parthenay se trouve dès lors lié au sort du grand mathématicien. Après que Viète s'est rendu avec lui à Lyon afin d'illustrer sa défense en 1564, l'avocat est commis au rôle de précepteur de la fille de Soubise, la déjà savante Catherine de Parthenay. Plus tard, en défendant leur amie Françoise de Rohan, dans son procès contre le duc de Nemours, le fondateur de l'algèbre élargit ce cercle de protecteurs aux Rohan, plus puissants et mieux à même de le propulser vers la cour du roi Charles IX de France.
La paix faite, Jean de Parthenay innocenté rentre dans les bonnes grâces de la reine et tente de nouveau de la ramener à la cause des calvinistes. Il lui fait la cour à Lyon, lors de son passage, et reste longtemps auprès d'elle. Il la revoit encore à Niort, lors de son voyage vers Bayonne, et l'accompagne jusqu'à La Rochelle. Il n'y bénéficie plus de la complicité de la duchesse de Montpensier, décédée en 1561, mais y rencontre à nouveau la jalousie de son époux, le duc Louis III de Montpensier. Rentré chez lui après sa visite à La Rochelle, Parthenay déclare à Antoinette d'Aubeterre qu'il n'y a plus rien à espérer de ce côté-là. Catherine de Médicis refuse désormais d'admettre devant lui ses sympathies d'autrefois pour la religion réformée.
Au mois d'octobre 1565, il revoit de nouveau Catherine de Médicis à Meaux et au mois d'avril 1566, une dernière fois à Moulins où il manque d'être assassiné avec tous les chefs huguenots présents dans cette ville.
De retour de Moulins au début de l'été 1566, Jean de Parthenay tombe gravement malade. Il refuse de s'aliter mais passe la plupart de ses journées dans sa chambre.
Le 8 août 1566, Jean de Parthenay rédige son testament et déclare qu’il veut être enterré suivant la forme et manière observées par les églises réformées du royaume.

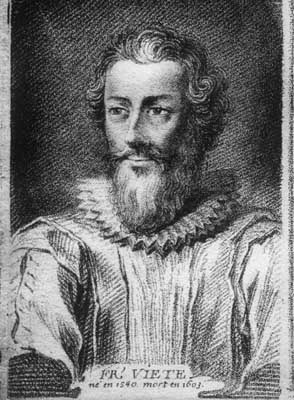
François Viète

Le dimanche premier septembre 1566 sa femme, qui le veille, reçoit son dernier soupir. Un quart d'heure avant de mourir, il donne sa bénédiction à sa fille. Ses dernières paroles sont pour remettre son âme entre les mains de Dieu.
François Viète témoigne que la veille encore, il recevait un gentilhomme lorrain calviniste et l'entretint toute la matinée dans les jardins du parc Soubise des choses du royaume dont il demeure au courant plus que tout autre. Le futur fondateur de l'algèbre déclare ne l'avoir jamais ouï aussi bien parler qu'à la veille de sa mort.
Immédiatement, le parti huguenot fait part de sa tristesse à son épouse et à sa fille. La reine de Navarre, Jeanne d'Albret, leur chef militaire, l'amiral de Coligny, et leur chef spirituel, Théodore de Bèze leur envoient leurs condoléances.
Antoinette de Parthenay le rejoint dans la tombe en 1580.
D'après La Popelinière, Jean de Parthenay fut « un gentilhomme de belle apparence, pourvu de grands biens et états, liberal et honnorable en toutes ses actions, grave en parole et façons de faire, affable et gracieux néanmoins en conversation, dédaigneux de ses affaires domestiques autant qu'affectionnées aux publiques et surtout au bien du royaume, diligent et ennemi des oiseux ». Son biographe ajoute qu'il se couchait régulièrement à minuit pour se réveiller à quatre heures du matin et occuper une partie de la nuit à dépêcher ses affaires.
On pense qu'il est mort d'une jaunisse, le même mal dont souffrit ultérieurement son épouse.

## Jean de Parthenay, un héros malgré lui

### Un destin chaotique
Élevé par sa mère au contact des humanités classiques, fréquentant dès son jeune âge les poètes et bercé par sa sœur Anne de textes latins ou grecs, Jean de Parthenay ne semble guère prédestiné à la carrière militaire où s'use par la suite sa vie. Enfant d'honneur du dauphin Henri II, il semble destiné aux plaisirs de la cour mais sa rencontre avec Calvin à Ferrare va en décider tout autrement. Car l'animosité du parti lorrain le poursuivra dès lors sans relâche. En l'écartant des faveurs du roi, elle le condamne à mener la dure vie des militaires.
À la lecture de ses mémoires, Jean de Parthenay ne semble d'ailleurs que très moyennement taillé pour mener une telle vie. Prisonnier lors d'un siège, assommé lors d'un autre, oubliant le nom qu'il donne à ses ennemis pour le sien, maugréant contre le sort avec le futur maréchal Strozzi, les sièges et les batailles auxquelles il assiste, qu'ils soient gagnés ou perdus, lui laissent à chaque fois un goût amer en bouche. Il n'est pas plus heureux cependant dans les quelques ambassades où l'emploie Henri II. À Parme, où il ne parvient qu'à retarder la trahison de Farnèse, ou à Nancy où il ne parvient pas à décider le comte de Vaudémont d'accepter l'aide de forces supplémentaires.
À la mort d'Henri II, quelque tendresse qu'ait pour lui Catherine de Médicis, la position ambiguë qu'il a maintenue jusque-là ne semble plus tenable. Reculant chaque jour la divulgation de sa conversion à la réforme, il s'accroche désespérément à un rôle de pacificateur que ces temps conflictuels ne peuvent tolérer. Quand le massacre de Wassy le forcent enfin à choisir son camp, ses talents offrent à Condé l'homme d'expérience qui lui manque pour se débarrasser de François de Beaumont, le baron des Adrets. À Lyon, Soubise fait merveille, résistant bravement aux troupes de Nemours sans s'aliéner la population, il démontre qu'un huguenot peut tenir le gouvernement d'une ville en faisant preuve de tolérance.

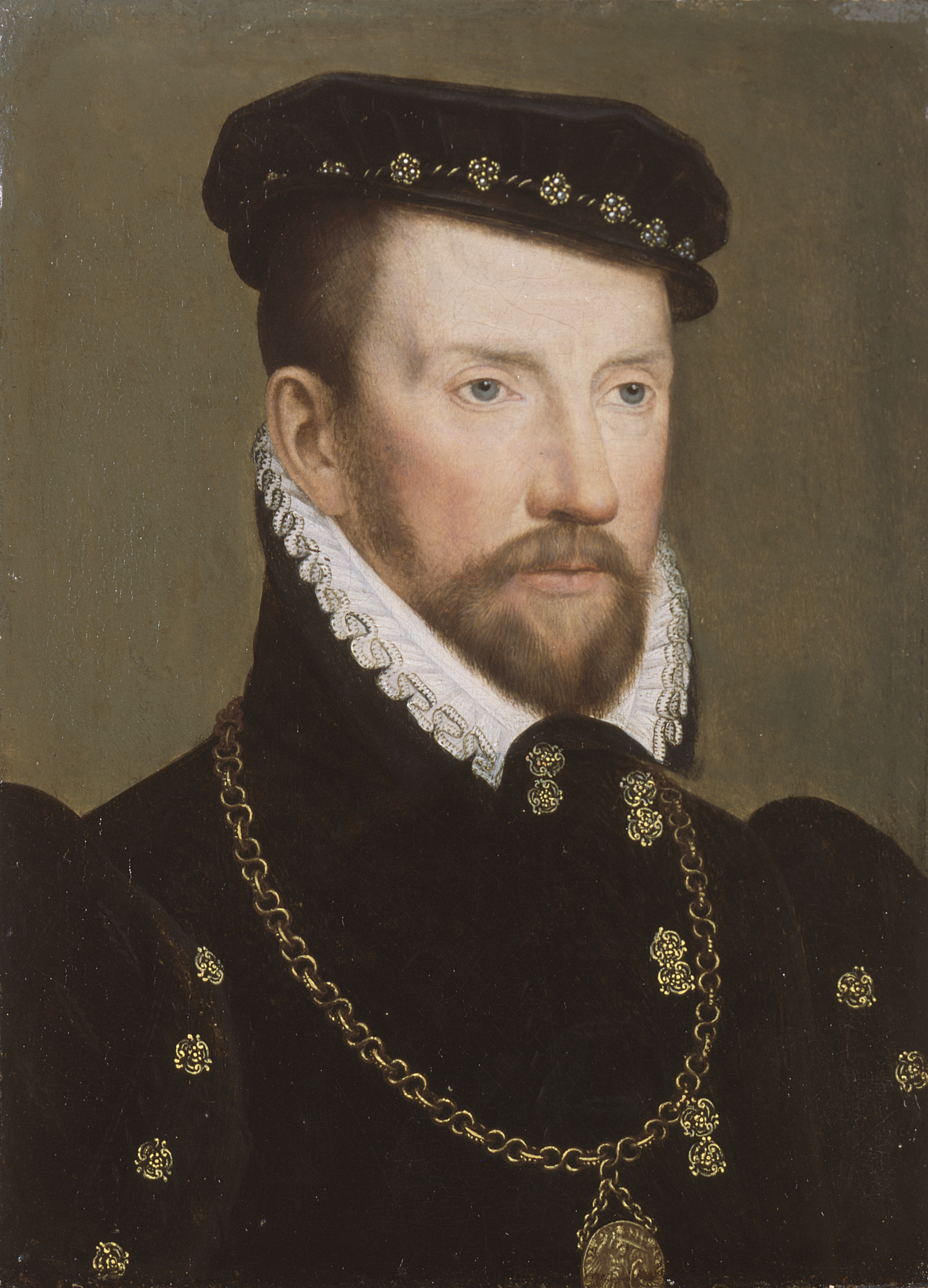
L'amiral de Coligny

Pour autant, le parti des princes lorrains et, au cours du siècle qui suit, quelques historiens catholiques, Brantôme, Antoine Varillas, puis Bossuet, l'aigle de Meaux, ne le créditent guère de ces bonnes actions. Ils le soupçonnent d'ailleurs d'avoir trempé dans la conjuration de La Renaudie, voire d'être un des instigateurs de l'assassinat du duc François de Guise,. Quelques efforts qu'ait pu dépenser son secrétaire pour l'en disculper, Jean de Parthenay, sieur de Soubise, demeure toujours pour eux l'un des coupables sinon l'âme de ces complots.
Bossuet voit même un encouragement dans les paroles que Jean de Parthenay lance à Poltrot du Méré venu lui confesser « qu'il avoit résolu en son esprit de délivrer la France de tant de misères, en tuant le duc de Guisse » ; paroles habituelles chez lui, auquel Jean de Parthenay aurait répondu :

« qu'il fit son devoir accoutumé ; [et pour ce qu'il lui avoit proposé, que] Dieu y sauroit bien pourvoir par autres moyens. »

Toujours à cheval, rarement à Mouchamps, Jean de Parthenay bénéficie dans cette lutte inégale d'un homme seul contre la violence du temps, d'amitiés fortes en la personne des frères Châtillon, mais plus encore d'une épouse admirable, au courage exceptionnel, qui gère ses domaines et le soutient jusque dans la mort avec une constance et une foi inébranlable. Sa fille, qu'il voit peu, possède le même courage. Néanmoins, cela ne peut suffire à lui apporter la paix et, bien qu'il ne se berce que peu d'illusions quant à ses chances de convertir la reine-mère à la « vraie religion », ses efforts répétés, incessants, pour lui faire abandonner le parti des lorrains ont assez vite raison de ses dernières forces.

### Le jugement de la postérité
À la mort de Jean de Parthenay, sa fille et héritière Catherine devient dame de Soubise. Elle épouse en premières noces Charles de Quellenec baron du Pont puis en deuxièmes noces René II de Rohan à qui elle apporte la terre de Soubise qui passe ensuite à leur fils cadet Benjamin de Rohan duc de Frontenay. À sa mort en 1642, la seigneurie de Soubise passa à sa nièce la duchesse de Rohan, qui la lègue à sa fille Anne de Rohan-Chabot, épouse de son cousin François de Rohan.
La  seigneurie de Soubise fut érigée par lettres patentes (non enregistrées) de Louis XIV datées de mars 1667 en principauté de Soubise en faveur de François de Rohan (1630-1712). Le petit-fils de ce dernier Charles de Rohan-Soubise, maréchal de France protégé par la marquise de Pompadour laissera le souvenir d'un favori incapable, laissant massacrer ses hommes à la bataille de Rossbach en 1757. Une chanson, « les reproches de La Tulipe à Madame de Pompadour » retrace ce cruel épisode. Ses paroles ont été attribuées à Voltaire.

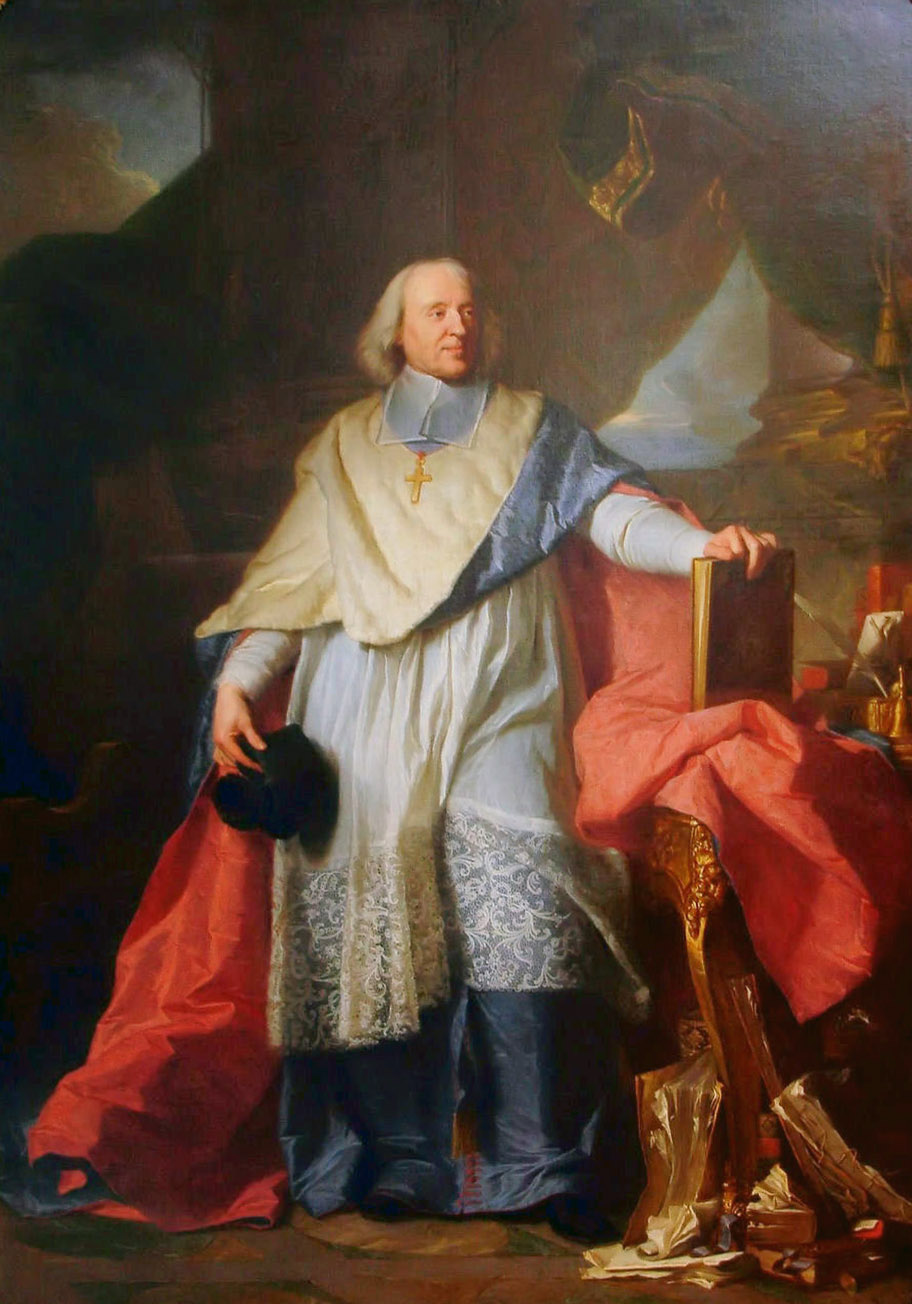
Jacques-Bénigne Bossuet

Brantôme et Bossuet ont été extrêmement sévères contre Jean de Parthenay. Pour l'un comme pour l'autre, il fut le complice de l'assassin de François de Guise. Jean-Antoine Roucher dit du premier :

« Brantôme a chargé sa mémoire. II l'accuse positivement d'avoir excité Poltrot à l'assassinat du Duc de Guise : mais comme l'a bien remarqué Jean Le Laboureur, Brantôme a enveloppé le sieur de Soubise dans la haine qu'il portait au Seigneur d'Aubeterre. »

Le second, reconnaît de lui-même :

« [La reine Catherine de Médicis] avait de continuels entretiens avec Soubise, homme de grande qualité, dévoué au parti huguenot et bien instruit de la nouvelle doctrine. »

Le souvenir de Jean de Parthenay ne fut cependant jamais entièrement effacé. Antoine Varillas lit ses mémoires et tient pour certain que Catherine de Médicis avait quelques penchants protestants, ou tout au moins, qu'elle n'était catholique que par politique. Au XVIIIe siècle, Dreux du Radier se souvient que Jean de Parthenay manque convertir la reine Catherine de Médicis au protestantisme et Louis Moréri évoque sa figure dans son grand dictionnaire, et le reconnaît «homme de grand mérite et de grand service ».
Au XIXe siècle, avec le renouveau des études protestantes, la figure de Jean de Parthenay reprend toutefois du relief. Eugène et Émile Haag, Auguste-François Lièvre, Jules Bonnet, Hector de la Ferrière, Auguste Laugel rendent à la lumière tout ce que son attitude a de chevaleresque. Enfin, la redécouverte de François Viète par Frédéric Ritter et Benjamin Fillon amène naturellement de nombreux historiens des sciences à se pencher sur cette petite noblesse du Poitou, ouverte aux idées nouvelles, férue de grec, de latin et d'hébreu, petit cercle protecteur d'un maître des requêtes étonnant, qui, parti de la basoche, est éveillé aux mathématiques par une jeune fille de 12 ans, sert de secrétaire à son père, et s'apprête à fonder l'algèbre nouvelle. Protecteur de Palissy, père d'une jeune savante, c'est aussi à ce titre que Jean de Parthenay mérite également d'être connu, comme le premier protecteur d'un mathématicien fondateur.

### Arbre généalogique de Catherine de Parthenay

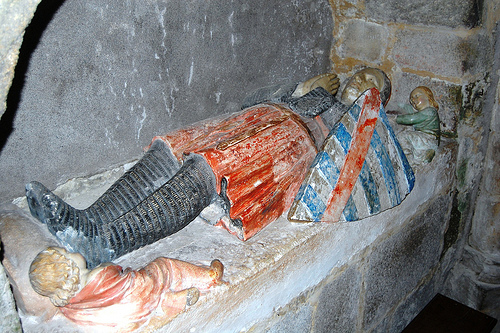
Gisant de Guillaume VII Larchevêque (mort en 1401)

|  |  | | | Jean IV de Parthenay (1460 ?-1511)                                                                   | Jean IV de Parthenay (1460 ?-1511)                                                                   | Jean IV de Parthenay (1460 ?-1511)                                                                   | Jean IV de Parthenay (1460 ?-1511)                                                                   | Jean IV de Parthenay (1460 ?-1511)                                                           | Jean IV de Parthenay (1460 ?-1511)                                                           |                                                                                              |                                                                                              | Michelle de Saubonne (1485 ?-1549) (sa seconde épouse)                                       | Michelle de Saubonne (1485 ?-1549) (sa seconde épouse)                                       | Michelle de Saubonne (1485 ?-1549) (sa seconde épouse)              | Michelle de Saubonne (1485 ?-1549) (sa seconde épouse)              | Michelle de Saubonne (1485 ?-1549) (sa seconde épouse) | Michelle de Saubonne (1485 ?-1549) (sa seconde épouse) |                                                                                       |                                                                                       |                                                                                       |                                                                                       |                                                                                       |                                                                                       | François II Bouchard, baron d'Aubeterre (1496-1555) | François II Bouchard, baron d'Aubeterre (1496-1555) | François II Bouchard, baron d'Aubeterre (1496-1555)     | François II Bouchard, baron d'Aubeterre (1496-1555)     | François II Bouchard, baron d'Aubeterre (1496-1555)                 | François II Bouchard, baron d'Aubeterre (1496-1555)                 |                                                                     |                                                                     | Isabelle de Saint-Seine (sa première épouse)                        | Isabelle de Saint-Seine (sa première épouse)                        | Isabelle de Saint-Seine (sa première épouse) | Isabelle de Saint-Seine (sa première épouse) | Isabelle de Saint-Seine (sa première épouse) | Isabelle de Saint-Seine (sa première épouse) |                                      |                                      |  |  |
|  |  | | | Jean IV de Parthenay (1460 ?-1511)                                                                   | Jean IV de Parthenay (1460 ?-1511)                                                                   | Jean IV de Parthenay (1460 ?-1511)                                                                   | Jean IV de Parthenay (1460 ?-1511)                                                                   | Jean IV de Parthenay (1460 ?-1511)                                                           | Jean IV de Parthenay (1460 ?-1511)                                                           |                                                                                              |                                                                                              | Michelle de Saubonne (1485 ?-1549) (sa seconde épouse)                                       | Michelle de Saubonne (1485 ?-1549) (sa seconde épouse)                                       | Michelle de Saubonne (1485 ?-1549) (sa seconde épouse)              | Michelle de Saubonne (1485 ?-1549) (sa seconde épouse)              | Michelle de Saubonne (1485 ?-1549) (sa seconde épouse) | Michelle de Saubonne (1485 ?-1549) (sa seconde épouse) |                                                                                       |                                                                                       |                                                                                       |                                                                                       |                                                                                       |                                                                                       | François II Bouchard, baron d'Aubeterre (1496-1555) | François II Bouchard, baron d'Aubeterre (1496-1555) | François II Bouchard, baron d'Aubeterre (1496-1555)     | François II Bouchard, baron d'Aubeterre (1496-1555)     | François II Bouchard, baron d'Aubeterre (1496-1555)                 | François II Bouchard, baron d'Aubeterre (1496-1555)                 |                                                                     |                                                                     | Isabelle de Saint-Seine (sa première épouse)                        | Isabelle de Saint-Seine (sa première épouse)                        | Isabelle de Saint-Seine (sa première épouse) | Isabelle de Saint-Seine (sa première épouse) | Isabelle de Saint-Seine (sa première épouse) | Isabelle de Saint-Seine (sa première épouse) |                                      |                                      |  |  |
|  |  | | | | | | |                                                                                              |                                                                                              |                                                                                              |                                                                                              |                                                                                              |                                                                                              |                                                                     |                                                                     |                                                        |                                                        |                                                                                       |                                                                                       |                                                                                       |                                                                                       |                                                                                       |                                                                                       |                                                     |                                                     |                                                         |                                                         |                                                                     |                                                                     |                                                                     |                                                                     |                                                                     |                                                                     |                                              |                                              |                                              |                                              |                                      |                                      |  |  |
|  |  | | | | | | | Jean V de Parthenay-Larchevêque dit Soubise Seigneur de Mouchamps (Les Herbiers) (1512-1561) | Jean V de Parthenay-Larchevêque dit Soubise Seigneur de Mouchamps (Les Herbiers) (1512-1561) | Jean V de Parthenay-Larchevêque dit Soubise Seigneur de Mouchamps (Les Herbiers) (1512-1561) | Jean V de Parthenay-Larchevêque dit Soubise Seigneur de Mouchamps (Les Herbiers) (1512-1561) | Jean V de Parthenay-Larchevêque dit Soubise Seigneur de Mouchamps (Les Herbiers) (1512-1561) | Jean V de Parthenay-Larchevêque dit Soubise Seigneur de Mouchamps (Les Herbiers) (1512-1561) |                                                                     |                                                                     |                                                        |                                                        |                                                                                       |                                                                                       |                                                                                       |                                                                                       |                                                                                       |                                                                                       |                                                     |                                                     |                                                         |                                                         | Antoinette Bouchard d'Aubeterre (1525 ?-1580) Douairière de Soubise | Antoinette Bouchard d'Aubeterre (1525 ?-1580) Douairière de Soubise | Antoinette Bouchard d'Aubeterre (1525 ?-1580) Douairière de Soubise | Antoinette Bouchard d'Aubeterre (1525 ?-1580) Douairière de Soubise | Antoinette Bouchard d'Aubeterre (1525 ?-1580) Douairière de Soubise | Antoinette Bouchard d'Aubeterre (1525 ?-1580) Douairière de Soubise |                                              |                                              |                                              |                                              |                                      |                                      |  |  |
|  |  | | | | | | | Jean V de Parthenay-Larchevêque dit Soubise Seigneur de Mouchamps (Les Herbiers) (1512-1561) | Jean V de Parthenay-Larchevêque dit Soubise Seigneur de Mouchamps (Les Herbiers) (1512-1561) | Jean V de Parthenay-Larchevêque dit Soubise Seigneur de Mouchamps (Les Herbiers) (1512-1561) | Jean V de Parthenay-Larchevêque dit Soubise Seigneur de Mouchamps (Les Herbiers) (1512-1561) | Jean V de Parthenay-Larchevêque dit Soubise Seigneur de Mouchamps (Les Herbiers) (1512-1561) | Jean V de Parthenay-Larchevêque dit Soubise Seigneur de Mouchamps (Les Herbiers) (1512-1561) |                                                                     |                                                                     |                                                        |                                                        |                                                                                       |                                                                                       |                                                                                       |                                                                                       |                                                                                       |                                                                                       |                                                     |                                                     |                                                         |                                                         | Antoinette Bouchard d'Aubeterre (1525 ?-1580) Douairière de Soubise | Antoinette Bouchard d'Aubeterre (1525 ?-1580) Douairière de Soubise | Antoinette Bouchard d'Aubeterre (1525 ?-1580) Douairière de Soubise | Antoinette Bouchard d'Aubeterre (1525 ?-1580) Douairière de Soubise | Antoinette Bouchard d'Aubeterre (1525 ?-1580) Douairière de Soubise | Antoinette Bouchard d'Aubeterre (1525 ?-1580) Douairière de Soubise |                                              |                                              |                                              |                                              |                                      |                                      |  |  |
|  |  | | | | | | |                                                                                              |                                                                                              |                                                                                              |                                                                                              |                                                                                              |                                                                                              |                                                                     |                                                                     |                                                        |                                                        |                                                                                       |                                                                                       |                                                                                       |                                                                                       |                                                                                       |                                                                                       |                                                     |                                                     |                                                         |                                                         |                                                                     |                                                                     |                                                                     |                                                                     |                                                                     |                                                                     |                                              |                                              |                                              |                                              |                                      |                                      |  |  |
|  |  | Charles de Quellenec Baron du Pont, dit Soubise (1548-1572) tué dans le Louvre à la Saint-Barthelemy | Charles de Quellenec Baron du Pont, dit Soubise (1548-1572) tué dans le Louvre à la Saint-Barthelemy | Charles de Quellenec Baron du Pont, dit Soubise (1548-1572) tué dans le Louvre à la Saint-Barthelemy | Charles de Quellenec Baron du Pont, dit Soubise (1548-1572) tué dans le Louvre à la Saint-Barthelemy | Charles de Quellenec Baron du Pont, dit Soubise (1548-1572) tué dans le Louvre à la Saint-Barthelemy | Charles de Quellenec Baron du Pont, dit Soubise (1548-1572) tué dans le Louvre à la Saint-Barthelemy |                                                                                              |                                                                                              |                                                                                              |                                                                                              |                                                                                              |                                                                                              |                                                                     |                                                                     |                                                        |                                                        | Catherine de Parthenay Mlle de Soubise Mère des Rohan Douairière de Rohan (1554-1631) | Catherine de Parthenay Mlle de Soubise Mère des Rohan Douairière de Rohan (1554-1631) | Catherine de Parthenay Mlle de Soubise Mère des Rohan Douairière de Rohan (1554-1631) | Catherine de Parthenay Mlle de Soubise Mère des Rohan Douairière de Rohan (1554-1631) | Catherine de Parthenay Mlle de Soubise Mère des Rohan Douairière de Rohan (1554-1631) | Catherine de Parthenay Mlle de Soubise Mère des Rohan Douairière de Rohan (1554-1631) |                                                     |                                                     |                                                         |                                                         |                                                                     |                                                                     |                                                                     |                                                                     |                                                                     |                                                                     | René II vicomte de Rohan (1550-1585)         | René II vicomte de Rohan (1550-1585)         | René II vicomte de Rohan (1550-1585)         | René II vicomte de Rohan (1550-1585)         | René II vicomte de Rohan (1550-1585) | René II vicomte de Rohan (1550-1585) |  |  |
|  |  | Charles de Quellenec Baron du Pont, dit Soubise (1548-1572) tué dans le Louvre à la Saint-Barthelemy | Charles de Quellenec Baron du Pont, dit Soubise (1548-1572) tué dans le Louvre à la Saint-Barthelemy | Charles de Quellenec Baron du Pont, dit Soubise (1548-1572) tué dans le Louvre à la Saint-Barthelemy | Charles de Quellenec Baron du Pont, dit Soubise (1548-1572) tué dans le Louvre à la Saint-Barthelemy | Charles de Quellenec Baron du Pont, dit Soubise (1548-1572) tué dans le Louvre à la Saint-Barthelemy | Charles de Quellenec Baron du Pont, dit Soubise (1548-1572) tué dans le Louvre à la Saint-Barthelemy |                                                                                              |                                                                                              |                                                                                              |                                                                                              |                                                                                              |                                                                                              |                                                                     |                                                                     |                                                        |                                                        | Catherine de Parthenay Mlle de Soubise Mère des Rohan Douairière de Rohan (1554-1631) | Catherine de Parthenay Mlle de Soubise Mère des Rohan Douairière de Rohan (1554-1631) | Catherine de Parthenay Mlle de Soubise Mère des Rohan Douairière de Rohan (1554-1631) | Catherine de Parthenay Mlle de Soubise Mère des Rohan Douairière de Rohan (1554-1631) | Catherine de Parthenay Mlle de Soubise Mère des Rohan Douairière de Rohan (1554-1631) | Catherine de Parthenay Mlle de Soubise Mère des Rohan Douairière de Rohan (1554-1631) |                                                     |                                                     |                                                         |                                                         |                                                                     |                                                                     |                                                                     |                                                                     |                                                                     |                                                                     | René II vicomte de Rohan (1550-1585)         | René II vicomte de Rohan (1550-1585)         | René II vicomte de Rohan (1550-1585)         | René II vicomte de Rohan (1550-1585)         | René II vicomte de Rohan (1550-1585) | René II vicomte de Rohan (1550-1585) |  |  |
|  |  | | | | | | |                                                                                              |                                                                                              |                                                                                              |                                                                                              |                                                                                              |                                                                                              |                                                                     |                                                                     |                                                        |                                                        |                                                                                       |                                                                                       |                                                                                       |                                                                                       |                                                                                       |                                                                                       |                                                     |                                                     |                                                         |                                                         |                                                                     |                                                                     |                                                                     |                                                                     |                                                                     |                                                                     |                                              |                                              |                                              |                                              |                                      |                                      |  |  |
|  |  | | | | | | |                                                                                              |                                                                                              |                                                                                              |                                                                                              |                                                                                              |                                                                                              |                                                                     |                                                                     |                                                        |                                                        |                                                                                       |                                                                                       |                                                                                       |                                                                                       |                                                                                       |                                                                                       |                                                     |                                                     |                                                         |                                                         |                                                                     |                                                                     |                                                                     |                                                                     |                                                                     |                                                                     |                                              |                                              |                                              |                                              |                                      |                                      |  |  |
|  |  | Henri II de Rohan vicomte de Rohan et 1er duc de Rohan (1603) (1579-1638)                            | Henri II de Rohan vicomte de Rohan et 1er duc de Rohan (1603) (1579-1638)                            | Henri II de Rohan vicomte de Rohan et 1er duc de Rohan (1603) (1579-1638)                            | Henri II de Rohan vicomte de Rohan et 1er duc de Rohan (1603) (1579-1638)                            | Henri II de Rohan vicomte de Rohan et 1er duc de Rohan (1603) (1579-1638)                            | Henri II de Rohan vicomte de Rohan et 1er duc de Rohan (1603) (1579-1638)                            |                                                                                              |                                                                                              | Benjamin de Rohan duc de Frontenay, seigneur de Soubise (1583-1642)                          | Benjamin de Rohan duc de Frontenay, seigneur de Soubise (1583-1642)                          | Benjamin de Rohan duc de Frontenay, seigneur de Soubise (1583-1642)                          | Benjamin de Rohan duc de Frontenay, seigneur de Soubise (1583-1642)                          | Benjamin de Rohan duc de Frontenay, seigneur de Soubise (1583-1642) | Benjamin de Rohan duc de Frontenay, seigneur de Soubise (1583-1642) |                                                        |                                                        | Henriette de Rohan dite la Bossue (1577-1624)                                         | Henriette de Rohan dite la Bossue (1577-1624)                                         | Henriette de Rohan dite la Bossue (1577-1624)                                         | Henriette de Rohan dite la Bossue (1577-1624)                                         | Henriette de Rohan dite la Bossue (1577-1624)                                         | Henriette de Rohan dite la Bossue (1577-1624)                                         |                                                     |                                                     | Catherine de Rohan Mariée à Jean de Bavière (1580-1607) | Catherine de Rohan Mariée à Jean de Bavière (1580-1607) | Catherine de Rohan Mariée à Jean de Bavière (1580-1607)             | Catherine de Rohan Mariée à Jean de Bavière (1580-1607)             | Catherine de Rohan Mariée à Jean de Bavière (1580-1607)             | Catherine de Rohan Mariée à Jean de Bavière (1580-1607)             |                                                                     |                                                                     | Anne de Rohan Poétesse (1584-1646)           | Anne de Rohan Poétesse (1584-1646)           | Anne de Rohan Poétesse (1584-1646)           | Anne de Rohan Poétesse (1584-1646)           | Anne de Rohan Poétesse (1584-1646)   | Anne de Rohan Poétesse (1584-1646)   |  |  |

### Quelques problèmes de datation
Pour certains auteurs, qui le confondent avec son gendre, Jean Parthenay serait mort lors du massacre de la Saint-Barthélemy. Pour d'autres, il aurait survécu à ces massacres, et le 13 mai 1573, son épouse, Antoinette, faite prisonnière sous la ville de Lyon, lui aurait écrit de « plutôt la laisser périr que de trahir sa cause ». Ces deux versions sont aberrantes. Contredites par les documents et le fait qu'Antoinette de Parthenay maria Catherine dès la fin de son veuvage avec le malheureux Charles de Quellenec, baron de Pont (1668) afin de lui assurer un soutien dont la mort de son père la privait. Le courage d'Antoinette d'Aubeterre s'étant manifesté en 1563 et de façon moins romanesque.
L'erreur est due à Agrippa d'Aubigné, qui dans son histoire des guerres de religion confond le gendre et son beau-père. Elle est relevée dans son temps par Pierre Bayle. Une des meilleures références sur ces questions étant encore l'article publié par Auguste Laugel dans la Revue des deux Mondes en 1879.